# Famille Imperiali
 (juillet 2024).
La famille Imperiale ou Imperiali est une importante famille de la noblesse italienne. Originaire de la république de Gênes sous le nom de Tartaro (Xe siècle), elle est autorisée vers 1310 par l'empereur byzantin à s'appeler Imperiale. Une ramification prend essor au cours des XVIe et XVIIe siècles dans le sud de la péninsule où elle possède des fiefs dans le Salento septentrional (comme Oria, Francavilla, et Latiano), région du royaume des Deux-Siciles dont elle choisit la capitale, Naples, comme résidence principale à la fin du XVIIIe siècle.

## Héraldique

Armes de la famille Imperiali.

Armoiries :  d'argent au pal cousu d'or chargé d'un aigle contourné au vol abaissé de sable, armé, becqué et couronné à l'antique d'or, lampassé de gueules ; l'écu adossé à l'aigle impérial,.
Maxime : « Sub umbra alarum tuarum ».

## Origines

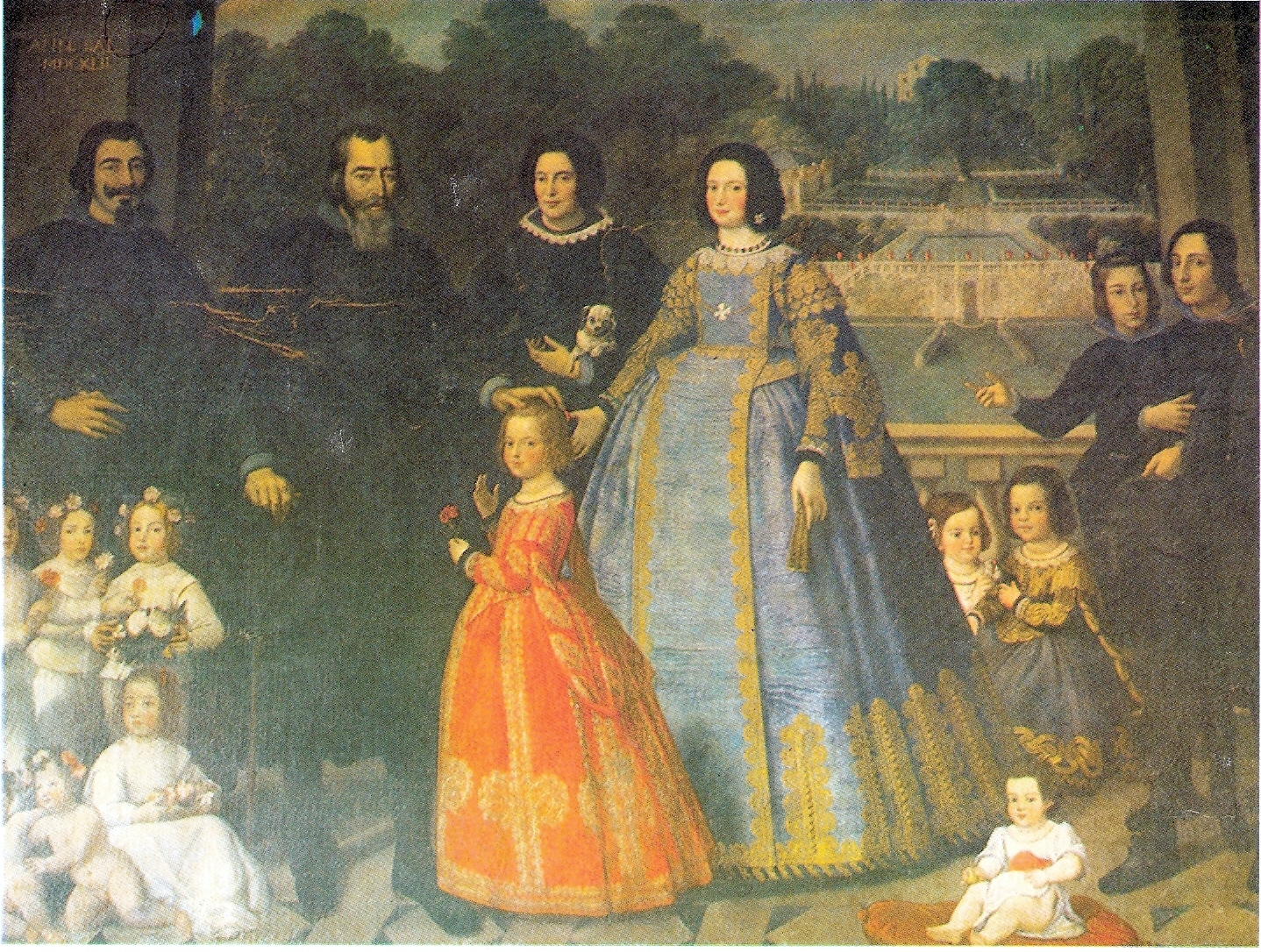
Portrait de la famille Imperiale de Gênes (Giovanni
Vincenzo Imperiale, la seconde épouse Brigitta Spinola et le premier né Francesco Maria).

La famille Imperiale de Gênes, dite aussi Tartaro au Xe siècle, est issue des comtes de Vintimille, comme le confirme un privilège de l'empereur Charles VI du Saint-Empire. Les premiers documents les concernant remontent au XIIe siècle ;
Il est probable que le membre fondateur de la famille Giovanni il Tartaro a quitté Vintimille pour Gênes grâce au commerce génois dans les colonies Caffa et Tana sur les rives de la mer Noire dans les années 1100.
Au XIIe siècle, Gênes étant en proie à des luttes intestines, les descendants directs de Giovanni Tartaro furent appelés à faire partie des Otto Nobili (« huit nobles »), l'autorité suprême à l'époque de la république génoise, accédant ainsi aux plus hautes charges.
En 1188, Ospinello Tartaro est « conseiller de paix » dans la guerre entre Gênes et Pise et en 1225 son frère Opicino ou Opizzino, est ambassadeur à Asti afin de négocier avec Thomas Ier de Savoie.
En 1302 Lanfranco Tartaro, après avoir armé des galères pour Philippe IV de France fut amiral d'une croisade en Terre sainte à l'initiative de nobles dames génoises.
Entre les XIIIe et XIVe siècles, la famille Tartaro se distingue dans la lutte contre les Sarrasins. Pourtant dans les années 1308-1311, les Tartaro obtiennent de l'empereur byzantin Andronic II Paléologue le privilège de prendre le nom « Imperiale » et d'insérer l'aigle impérial sur le blason familial, avec la tête tournée vers la gauche, indiquant le privilège de se positionner à la droite de l'empereur, pour leur disponibilité économique et services rendus.
En 1378, la Casa Imperiale tient la Signoria de la Corse, assument des charges notables à Milan, Vicence et Naples où, le 4 janvier 1743, elle est inscrite au livre d'or du Seggio di Capuana et agrégée à la noblesse napolitaine.
En 1528, la Casa Imperiale est l'une des vingt-huit familles qui constituent les « Alberghi », association restreignant toute autorité gouvernementale.
En 1573, elle porte le titre de Marchese d'Oria et Grand d'Espagne de Ire Classe, en 1608, elle est membre de l'ordre de Malte, de la Toison d'or et de Saint-Janvier. En 1639 la Casa Imperiali est décorée du titre Principe di Francavilla, et  en 1668 du titre de Marchese di Latiano. En 1718, elle est décorée du titre de Principe di Sant’Angelo dei Lombardi, et, occupe ensuite des postes importants de la Real Corte Borbonica : ceux de Maggiordomo Maggiore (1753-1759), Capitano Delle Reali Guardie del Corpo (1775-1782) et de Cavallerizzo Maggiore (1855-1860).
Les Imperiali bénéficient de l'attribution des nombreux titres : prince, duc, marquis, Nobile dei Principi di Francavilla, Patrizio Genovese et Napolitano, ainsi que le traitement du nom avec le terme Don et Donna.

## Personnalités

### Principaux membres

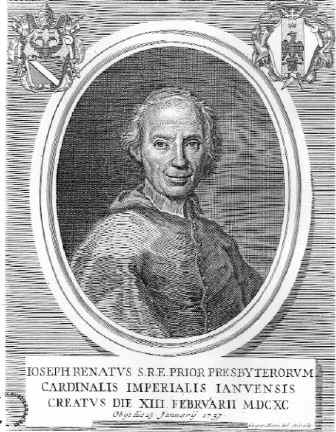
Cardinal Giuseppe Renato Imperiali

- Capitaine Davide Imperiale, premier marquis d'Oria, seigneur de Francavilla et Casalnuovo-Manduria, capitaine de galère à Lepante (1540-1612).
- Giovanni Vincenzo Imperiale (1582-1648), homme politique, écrivain et collectionneur d'art génois.
- Davide Imperiali, troisième marquis d'Oria, seigneur de Francavilla et Casalnuovo, patricien génois (1592-1632), premier membre de la lignée « Imperiali di Francavilla ».
- Michele Imperiali, premier prince de Francavilla, quatrième marquis d'Oria et seigneur de Casalnuovo, seigneur de Massafra, patricien génois (1623-1664)
- Giulio I Imperiale, premier prince de Sant'Angelo dei Lombardi, Grand d'Espagne (1680-1738), premier membre de la branche Imperiale di Sant'Angelo.
- Giuseppe Renato Imperiali (1651-1737), cardinal.
- Guglielmo Imperiali de Francavilla (19 août 1858 - 20 janvier 1944), marquis Imperiali, diplomate, ambassadeur d'Italie à Constantinople (1904), Londres (1910), participa au Pacte de Londres (26 avril 1915). Membre de la délégation italienne à Genève pour la signature du Traité de Versailles (28 juin 1919), représentant italien à la Société des Nations (1921-1922), Sénateur (16 octobre 1913), décoré du Collare dell'Annunziata (1932).
- Pierre Guillaume Charles Giovanni Gaspard Melchior Balthazar, marquis Imperiali des Princes de Francavilla, dit Pierre Imperiali (1874-1940), homme politique belge, qui fut député et sénateur. Il est le fils de Giovanni Imperiali des Princes de Francavilla (1835-1909) et de Emma de Hemricourt de Grunne (1842-1892).
- Giovanni Imperiali d'Afflitto de Francavilla (1890-1983), général de cavalerie de l'armée italienne pendant la Guerre italo-turque, de la première et Seconde Guerre mondiale, membre de la Consulta Nazionale del Senato del Regno, chevalier de l'ordre militaire de Savoie et de l'ordre militaire d'Italie, Médaille d'Argent à la valeur militaire, quatre médailles de bronze à la valeur militaire, et la Croix de fer allemande à la valeur militaire. Il a été commandant lors de la dernière action de la cavalerie italienne du régiment « Lancieri di Aosta », stationné à Naples.

### Doges de Gênes
Grâce à la bravoure du capitaine Davide Imperiale à la bataille de Lépante, la famille Imperiale en retira un énorme prestige dans la république de Gênes, de fait quatre de ses membres furent doges entre les XVIIe et XVIIIe siècles :
- Giovanni Giacomo (Tartaro) Imperiale : 25 avril 1617 - 29 avril 1619
- Francesco Maria Imperiale Lercari : 18 août 1683 - 18 août 1685
- Francesco Maria Imperiale : 22 septembre 1711 - 22 septembre 1713
- Ambrogio Imperiale : 4 octobre 1719 - 4 octobre 1721

### Évêques et cardinaux
- Giacomo Imperiale (mort à Gênes en 1439), archevêque de Gênes[4]
- Giovanni Battista Imperiali (Gênes 1598, Aléria 1674), évêque d'Aléria[5]
- Lorenzo Imperiali (Gênes 1612 - Rome 1673), cardinal-prêtre de S. Crisogono[6]
- Giuseppe Renato Imperiali (Oria 1651 - Rome 1737), cardinal-prêtre de S. Lorenzo in Lucina[7]
- Cosimo Imperiali (Gênes 1685 - Rome 1764), cardinal-prêtre de S. Cecilia[8]

## Branches de la famille Imperiali
Deux branches sont issues du patricien gênois Michele Imperiali (mort en 1519) :

### Imperiali di Francavilla
Ils descendent d'Andrea Imperiale (1504-1569), fils aîné de Michele, devenu sénateur et commissaire général en Corse. Andrea est le grand-père de Davide Imperiali (1542-1575), devenu vers 1572 seigneur de Francavilla (avec le marquisat d'Oria) dans les Pouilles. Ce fief avait appartenu quelques années plus tôt à Carlo Borromeo (Charles Borromée) plus connu sous le nom de saint Charles, lequel s'en était dépossédé en 1568 pour distribuer l'argent de la vente aux pauvres de son diocèse.
Marquis de Latiano
Domenico Imperiali (1641-1707), arrière-petit-fils de Davide, est devenu le premier marquis de Latiano en 1668. La branche a prospéré jusqu'à nos jours.
Imperiali des princes de Francavilla
Branche cadette issue du mariage en 1870 de Giovanni Antonio Imperiali et de la comtesse belge Elisabeth-Ernestine de Hemricourt de Grunne. Son fils Pierre Guillaume Charles Imperiali des Princes de Francavilla a été admis dans la noblesse belge en 1902.

### Principi di Sant’Angelo dei Lombardi
Ils descendent de Vincenzo Imperiale (1518-1567), fils cadet de Michele. Vincenzo est le grand-père de Giovanni Vincenzo Imperiali (1582-1648) devenu seigneur de Sant’Angelo dei Lombardi pour avoir acquis ce fief en Campanie du vice-roi de Naples en 1631. Cette branche s'est éteinte au décès du marquis Giuseppe Imperiali (1891-1945), mort sans descendance mâle.

## Demeures
- Palazzo Imperiale de Gênes,
- Villa Imperiale de Gênes,
- Castello de Francavilla Fontana
- Castello Imperiali de Villa Castelli
- Torre dell'Antoglietta
- Palazzo Imperiali de Latiano
- Palazzo Imperiali-Filotico de Manduria
- Palazzo Imperiali de Avetrana
- Palazzo Imperiali de Salza Irpina
- Villa Imperiali de Vicence